# Міттельфішбах
Міттельфішбах (нім. Mittelfischbach) — громада в Німеччині, розташована в землі Рейнланд-Пфальц. Входить до складу району Рейн-Лан. Складова частина об'єднання громад Катценельнбоген.
Площа — 1,84 км2. Населення становить 138 ос. (станом на 31 грудня 2020).